# José Rujano
José Humberto Rujano Guillén (Santa Cruz de Mora, 18 februari 1982) is een Venezolaans voormalig wielrenner.

## Biografie
Rujano werd in Santa Cruz de Mora geboren en is daarmee een dorpsgenoot van Leonardo Sierra, de eerste Venezolaanse wielrenner die furore maakte in Europa, onder meer met winst in een Giro-etappe in 1990. Rujano werd prof in 2003 bij het kleine Colombia-Selle Italia. Zijn specialiteit is, zoals die van veel Zuid-Amerikaanse renners, klimmen, waarbij zijn lichaamsgewicht (48 kilo) zeker helpt. In zijn eerste profjaar won Rujano een etappe in de Colombiaanse Clásico RCN en in zijn tweede profjaar won hij de Ronde van Tachira in zijn eigen land, inclusief twee etappes, waaronder een tijdrit. In 2005 won Rujano opnieuw deze ronde, inclusief drie etappes en werd tweede in de Ronde van Langkawi in Maleisië.
Het Europese wielerpubliek maakte kennis met Rujano in de Ronde van Italië van dat jaar. Hij reed aanvallend in de eerste bergetappes, veroverde zo de bergtrui en zou deze niet meer afstaan tot de aankomst in Milaan. Rujano steeg echter ook steeds meer in het algemeen klassement en had op de voorlaatste dag, met de loodzware bergrit naar Sestriere voor de boeg, ook nog kansen op de roze trui. Rujano won deze etappe, zijn eerste zege in Europa, maar bleef in de stand steken op een derde plaats. Later dat jaar werd bekend dat Rujano in 2006 na de Ronde van Italië over zou stappen naar de Belgische Quick Step-formatie.
Begin 2006 kreeg Rujano's manager een conflict met de sportief directeur van Rujano's ploeg, Gianni Savio. Hierdoor kon hij een groot deel van het voorjaar geen koersen rijden en pas begin april werd het conflict opgelost. Mede hierdoor begon hij in mindere conditie aan zijn tweede Giro. Desondanks liet hij zich toch even zien in de bergen. In de 13de etappe verdween hij op een eigenaardige manier uit de Giro. Hij gaf op net voor de finish, wat wel een protestactie leek. Zijn ploeg kon er niet om lachen en Savio dreigde de transfer naar Quickstep-Innergetic te boycotten. Zover kwam het uiteindelijk echter niet.
In de Ronde van Frankrijk, zijn eerste wedstrijd voor zijn nieuwe ploeg, liet hij aanvankelijk een goede indruk achter. In de eerste tijdrit kwam hij, voor zijn doen, behoorlijk voor de dag. Maar in de bergen zakte hij volledig door het ijs; een teenblessure en ziekte sloopten hem. In de 16de etappe kwam hij op grote afstand als laatste binnen en een dag later kwam hij niet meer aan de start.
In oktober 2006 raakte bekend dat de wegen van Quick·Step en Rujano zouden gaan scheiden. Het contract van de Venezolaanse klimmer werd in onderling overleg ontbonden. In 2007 kwam Rujano uit voor Unibet.com en in 2008 voor Caisse d'Epargne. Rujano moest het vooral hebben van zijn aanvalslust in de Giro d'Italia, waar hij drie keer in de top-10 van een rit eindigde. In de Ronde van Zwitserland werd hij tweede in de klimtijdrit. Caisse d'Epargne was echter niet tevreden over zijn prestaties en daar konden een zesde plaats in de Ronde van Duitsland niets aan veranderen.
Rujano verliet Europa en ging rijden voor het Venezolaanse Gobernación del Zulia. Voor zijn nieuwe ploeg won hij al meteen 3 ritten in de Ronde van Táchira. Hij werd later ook Venezolaans kampioen tijdrijden. Rujano vervolgde zijn succesvolle seizoen met 4 etappes en het eindklassement in de Ronde van Colombia, waar hij iedereen naar huis reed en grote indruk maakte. Hij won inmiddels ook alweer een etappe in de Ronde van Venezuela.
Vanwege zijn prestaties in Venezuela komt Rujano in 2010 weer naar Europa waar hij zal rijden voor het Procontinentale ISD. Vanaf 2011 rijdt hij voor Androni Giocattoli. In de Ronde van Italië van dat jaar won Rujano de etappe naar de Großglockner, nadat hij eerder in de ronde al tweede werd in de bergrit met finish boven op de Etna. In de bergetappes was hij een van de weinigen die bij de uiteindelijke winnaar, Alberto Contador kon aanklampen.
Vanaf 2013 zal Rujano uitkomen voor de Nederlandse Worldtourploeg Vacansoleil-DCM. In het voorjaar kwam zijn naam naar voren in een Italiaans justitieel onderzoek. Rujano heeft in juni 2013 besloten om te stoppen met wielrennen, nadat hij nationaal kampioen tijdrijden is geworden. Hij kwam daar later op terug en om weer te kunnen koersen werd op 23 september werd zijn contract bij Vacansoleil ontbonden.

## Belangrijke overwinningen
2002
13e etappe Ronde van Táchira
2003
4e etappe Clásico RCN
2004
5e en 13e etappe Ronde van Táchira
Eindklassement Ronde van Táchira
2005
6e, 7e en 13e etappe Ronde van Táchira
Eindklassement Ronde van Táchira
Eindklassement Clasico Banfoandes
19e etappe Ronde van Italië
Bergklassement Ronde van Italië
2007
 Venezolaans kampioen tijdrijden, Elite
2009
7e, 10e en 11e etappe Ronde van Táchira
 Venezolaans kampioen tijdrijden, Elite
6e, 8e, 10e en 14e etappe Ronde van Colombia
Eindklassement Ronde van Colombia
8e en 9e etappe Ronde van Venezuela
Eindklassement Ronde van Venezuela
2010
8e etappe Ronde van Táchira
Eindklassement Ronde van Táchira
6e etappe Ronde van Langkawi
Eindklassement Ronde van Langkawi
9e etappe Ronde van Colombia
2011
9e en 13e etappe Ronde van Italië
2013
 Venezolaans kampioen tijdrijden, Elite
2015
6e etappe Ronde van Táchira
Eind- en bergklassement Ronde van Táchira

## Resultaten in voornaamste wedstrijden
| Jaar | Ronde van Italië | Ronde van Frankrijk | Ronde van Spanje |
| ---- | ---------------- | ------------------- | ---------------- |
| 2005 | ↑ (1)            |                     |                  |
| 2006 | opgave           | opgave              |                  |
| 2008 | 49e              |                     |                  |
| 2011 | 6e (2)           |                     |                  |
| 2012 | opgave           |                     |                  |

| Jaar | Waalse Pijl |  | WK op de weg |  | Wereldranglijsten |
| ---- | ----------- |  | ------------ |  | ----------------- |
| 2005 |             |  |              |  |                   |
| 2006 |             |  | opgave       |  |                   |
| 2008 |             |  | 73e          |  | 56e (UPT)         |
| 2009 |             |  | 50e          |  |                   |
| 2013 | 41e         |  |              |  |                   |